# Ahlem-Badenstedt-Davenstedt
Ahlem-Badenstedt-Davenstedt ([aːlɛm baːdənʃtɛt dafənʃtɛt] ⓘ) ist der 11. Stadtbezirk in der niedersächsischen Landeshauptstadt Hannover. Er hat 34411 Einwohner (17.410 Frauen und 16.998 Männer) und besteht aus den Stadtteilen Ahlem (11277 Einwohner), Badenstedt (12373 Einwohner) und Davenstedt (10761 Einwohner) (Stand: 31. Dezember 2023).

## Ahlem

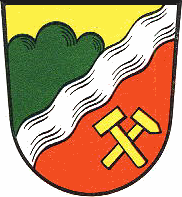
Wappen Ahlem

Der Stadtteil Ahlem liegt im Norden des Stadtbezirks. Er war zunächst eine eigenständige Gemeinde und wurde am 1. März 1974 in die Stadt Hannover eingemeindet.
Ahlem hat seit 1967 eine Partnerschaft mit der französischen Gemeinde Petit-Couronne im Département Seine-Maritime in der Normandie. Diese Partnerschaft wird vom Stadtbezirk fortgesetzt. Am Schulzentrum Ahlem besteht ein deutsch-französischer Schüleraustausch.

### Geschichte von Ahlem

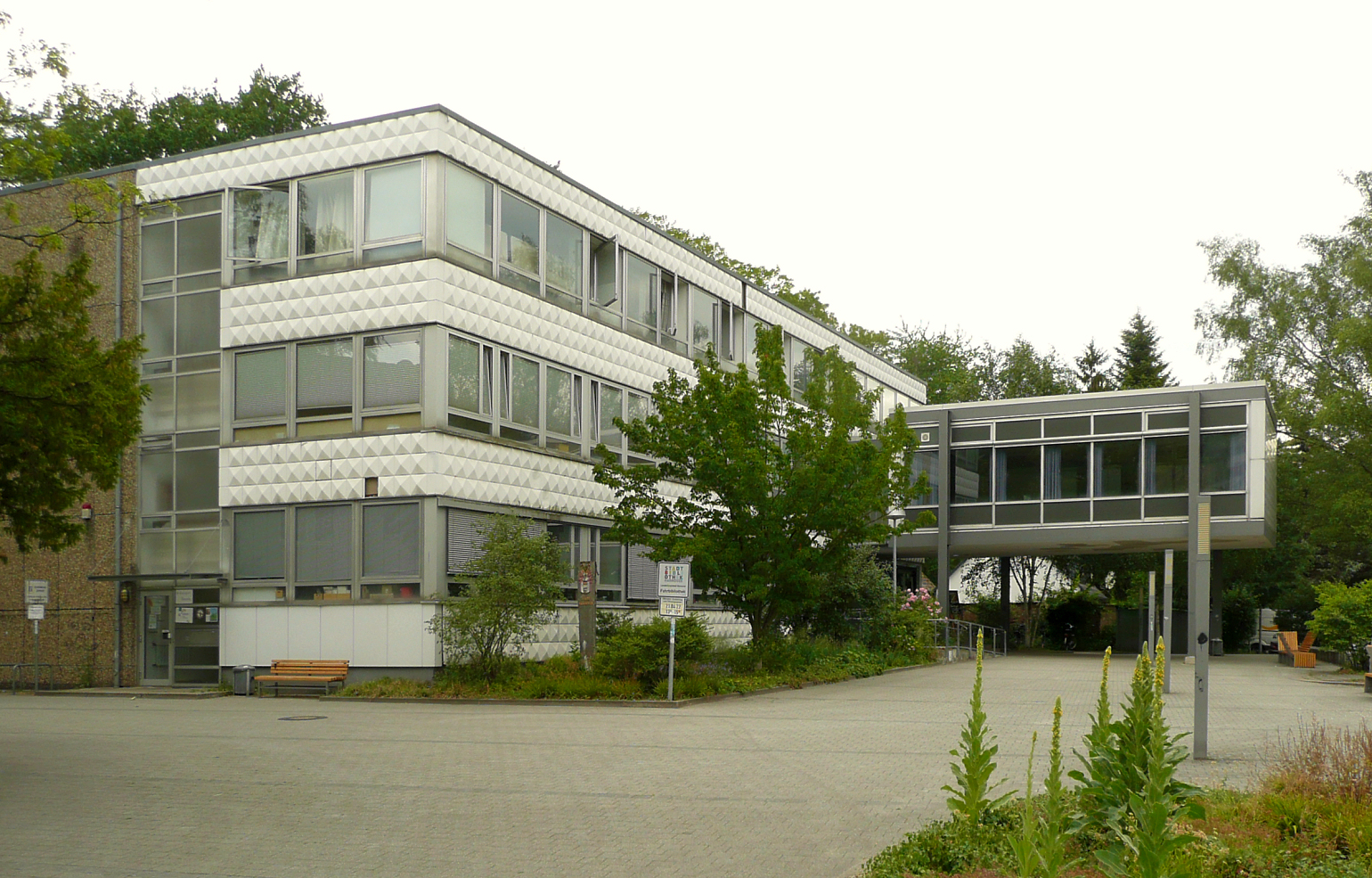
Rathaus Ahlem bis zur Eingemeindung von 1974, heute Bürgergemeinschaftshaus mit Heimatmuseum Ahlem

Ahlem entstand als Bauerndorf im Schutze der Burg des Grafen Konrad von Wunstorf. Die wehrhafte Burg wird in einer Urkunde 1187 als Castrum Limbere erwähnt. Ihre genaue Lage ist heute aber nicht mehr bekannt. Sie war namensgebend für die Siedlung Limmer. Ahlem stand kirchlich und wirtschaftlich im Schatten der Burgsiedlung Limmer. Eine erste urkundliche Erwähnung fand das Dorf 1272 und 1288. Dabei vermachten Ludolf und Johann von Roden das Ahlemer Land dem Kloster Marienwerder.
Ahlem war immer ländlich geprägt, die Dorfbewohner lebten von der Landwirtschaft. 1770 zählte das Dorf 120 Einwohner, etwa 100 Jahre später 1895 waren es rund 500. Um 1730 wurde asphalthaltiges Gestein gefunden, das von der Mitte des 19. Jahrhunderts bis 1925 in den Ahlemer Asphalt-Gruben abgebaut wurde. 1897 wurde auf einem Hügel westlich des Dorfes die Ausflugsgaststätte Ahlemer Turm erbaut.
An den ehemaligen Herzogsborn erinnert heute ein Straßenname.

### Judenhaus und Konzentrationslager
Nach dem Novemberpogrom 1938 wurden in Hannover 15 Judenhäuser eingerichtet, eines davon befand sich auf dem Gelände der ehemaligen Israelitischen Gartenbauschule Ahlem. Im September 1941 wurden mehr als 1000 Juden von der Stadtverwaltung gezwungen, innerhalb weniger Stunden in eines der Judenhäuser zu ziehen. Später wurden die hier internierten Juden in Konzentrationslager in Osteuropa deportiert. Ende 1944 wurde in Ahlem ein Außenlager des KZ Neuengamme, das KZ Hannover-Ahlem, eingerichtet, in das Insassen des KZ Stöcken (Continental) auf dem Gelände des Continentalwerks verbracht wurden. Es befand sich in der heutigen Petit-Couronne-Straße nahe der Ahlemer Höhe. Die Häftlinge, vor allem polnische Juden, bauten in einem Stollen der dortigen Asphaltgruben unter Tage Asphalt ab. Ein Großteil der Gefangenen wurde wenige Tage vor Ankunft der US-Armee auf einen Todesmarsch in das KZ Bergen-Belsen geschickt, die im Lager verbliebenen Häftlinge wurden am 10. April 1945 befreit.

### Mahn- und Gedenkstätte
Die Mahn- und Gedenkstätte Ahlem besteht seit 1987 auf dem Gelände der ehemaligen Israelitischen Gartenbauschule Ahlem in der Justus-von-Liebig-Schule. Sie dokumentiert im Wesentlichen die Geschichte dieses Ortes sowie die der Einwohner jüdischen Glaubens der Stadt Hannover und des ehemaligen Landkreises.
Seit 1994 erinnert ein Mahnmal an die Opfer des KZ-Außenlagers in Ahlem. Auch ein Naturdenkmal mit dem Namen „Bäume um die ehemalige Laubhütte Ahlem“ auf dem Gelände der früheren Gartenbauschule erinnert an die Verbrechen des nationalsozialistischen Regimes.

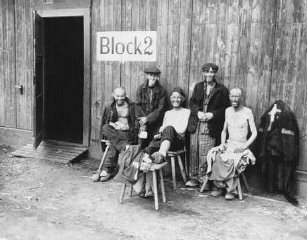
KZ-Häftlinge am 11. April 1945 vor der Baracke 2 im KZ-Außenlager Ahlem
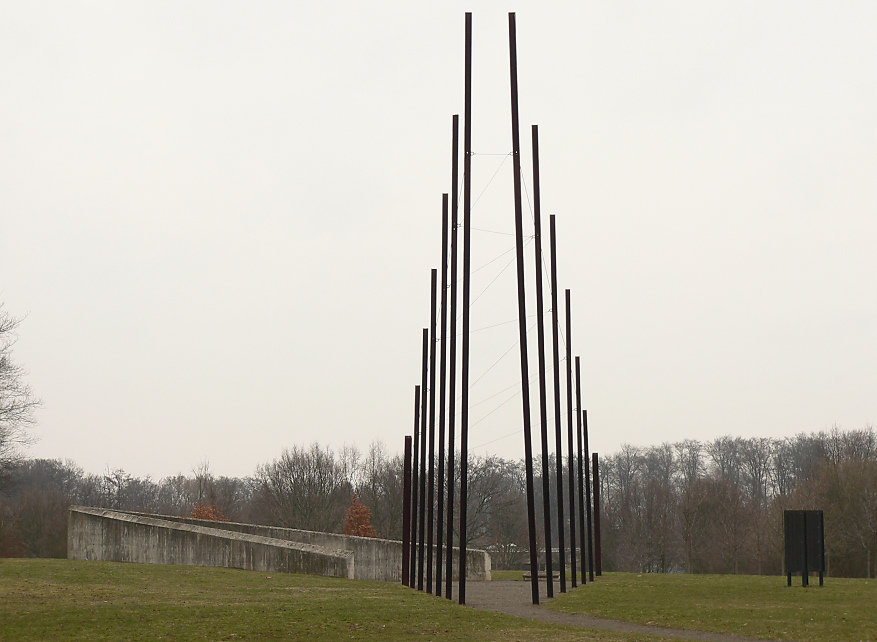
Mahnmal Asphaltschacht Ahlem am Standort des früheren KZ
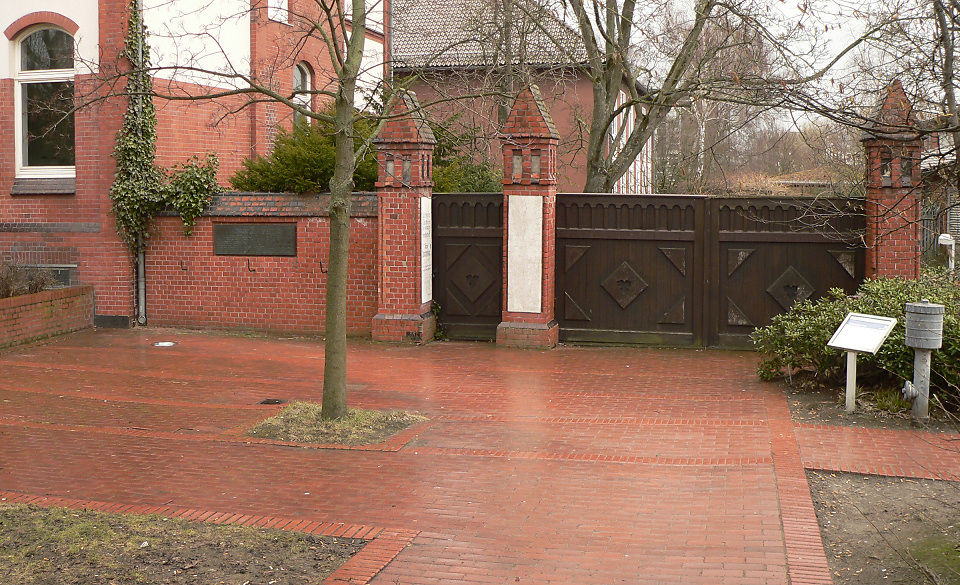
Mahnmal an der früheren israelitischen Gartenbauschule Ahlem

### Heute
Heute gehören zu Ahlem die Grundschule Ahlem, die Oberschule Heisterberg, ein ehemaliges Schulzentrum, das seit dem Herbst 2014 temporär von der Stadt Hannover als Flüchtlingsunterkunft genutzt wird, der Stadtfriedhof Ahlem, die Mahn- und Gedenkstätte Ahlem, die evangelisch-lutherische Martin-Luther-Kirche, die katholische Maria-Trost-Kirche, ein thailändischer Tempel, die Justus-von-Liebig-Schule für Floristik, Gartenbau und Landwirtschaft, der Fachbereich Milch- und Molkereiwirtschaft der Fachhochschule Hannover, die Drogentherapieeinrichtung Haus der Hoffnung, das Pflanzenschutzamt der Landwirtschaftskammer Niedersachsen sowie Kleingarten- und Sportanlagen.

## Badenstedt

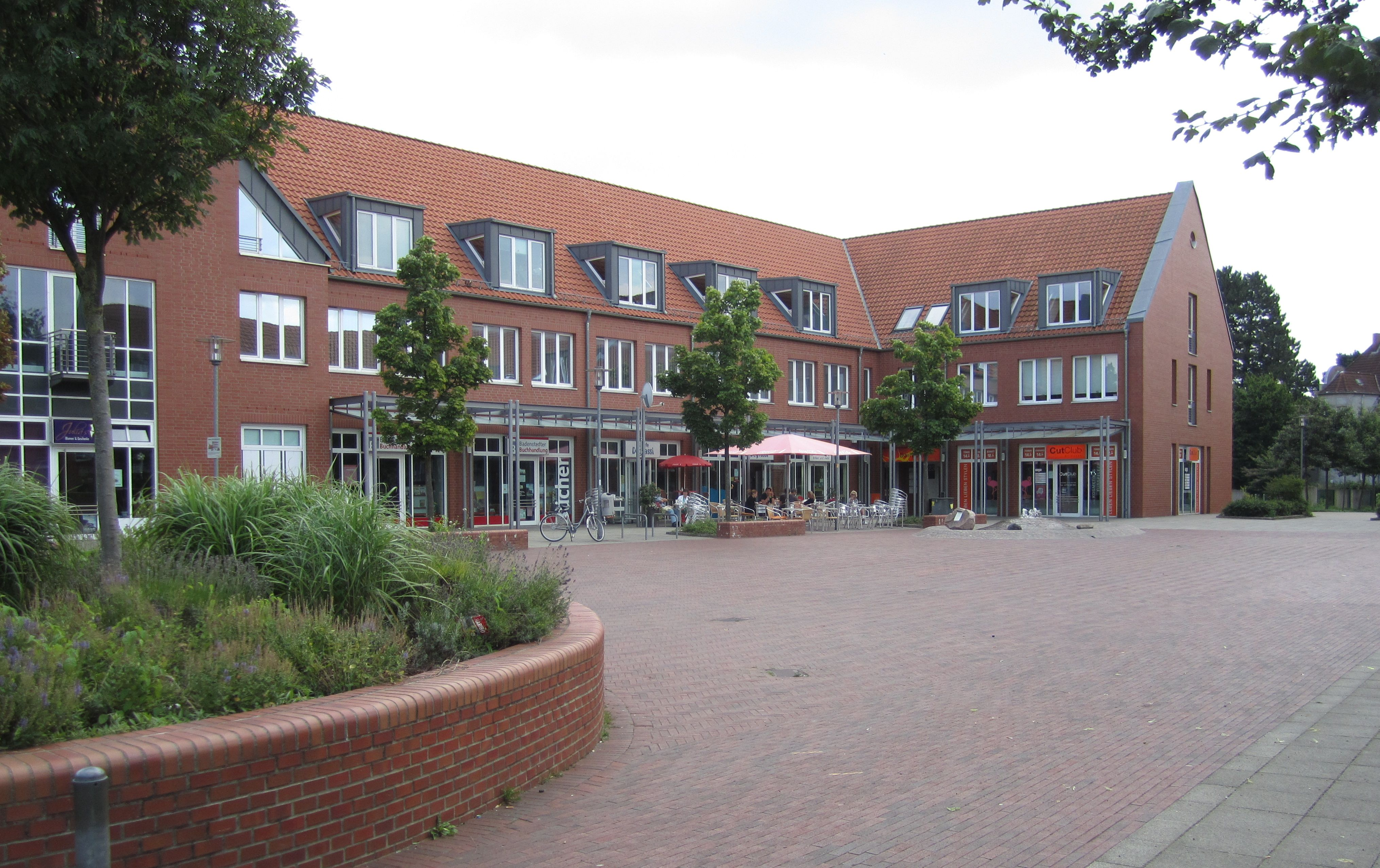
Badenstedter Marktplatz

Badenstedt liegt im Süden des Stadtbezirks. Die in den 1920er Jahren abgerissene Badenstedter Kapelle war zu der Zeit das älteste erhaltene Gebäude. Die Einwohnerschaft war früher aufgrund der Nähe zu den großen Lindener Industriegebieten durch ein traditionelles Arbeitermilieu geprägt, deshalb befinden sich hier viele Genossenschaftswohnungen. Das Wohngebiet nordöstlich des Bornumer Holzes (östlich der Güterumgehungsbahn) wird als Körtingsdorf bezeichnet. Vorgänger der neueren Siedlung nahe der Firma Körting ist eine heute nicht mehr vorhandene Arbeitersiedlung – errichtet Ende des 19. Jahrhunderts. Es konnten lediglich zwei Arbeiterhäuser gerettet werden.
Im Bereich des heutigen Turnvereins Badenstedt von 1891 (TVB) befand sich bis ins 20. Jahrhundert eine von Georg Egestorff gegründete Saline, in der große Mengen Salz gewonnen wurden. 1909 wurde Badenstedt in die Stadt Linden eingemeindet.
Neben dem TVB gibt es noch einen weiteren größeren Sportverein, den Badenstedter Sportclub (BSC). Ebenfalls in Badenstedt ansässig ist der Jugend SV, der sich 1968 vom TVB abspaltete und eine jugenddominierte Sportkultur pflegen wollte.
Im September 2001 wurde beim Badenstedter Denkmal, dem zentralen Punkt des Stadtteils, ein neuer Marktplatz eingeweiht. Im Jahr 2010 wurde dort ein vom Bürgerverein installierter und vor allem bei Kindern gern genutzter Brunnen errichtet. In der Nähe befindet sich die evangelisch-lutherische Paul-Gerhardt-Gemeinde, der alte Badenstedter Friedhof und gegenüber der Badenstedter Straße der alte Dorfkern mit einzelnen sehenswerten Fachwerkhäusern. Seit Mitte der 1990er Jahre entsteht das Neubaugebiet Badenstedt-West unmittelbar am Benther Berg.

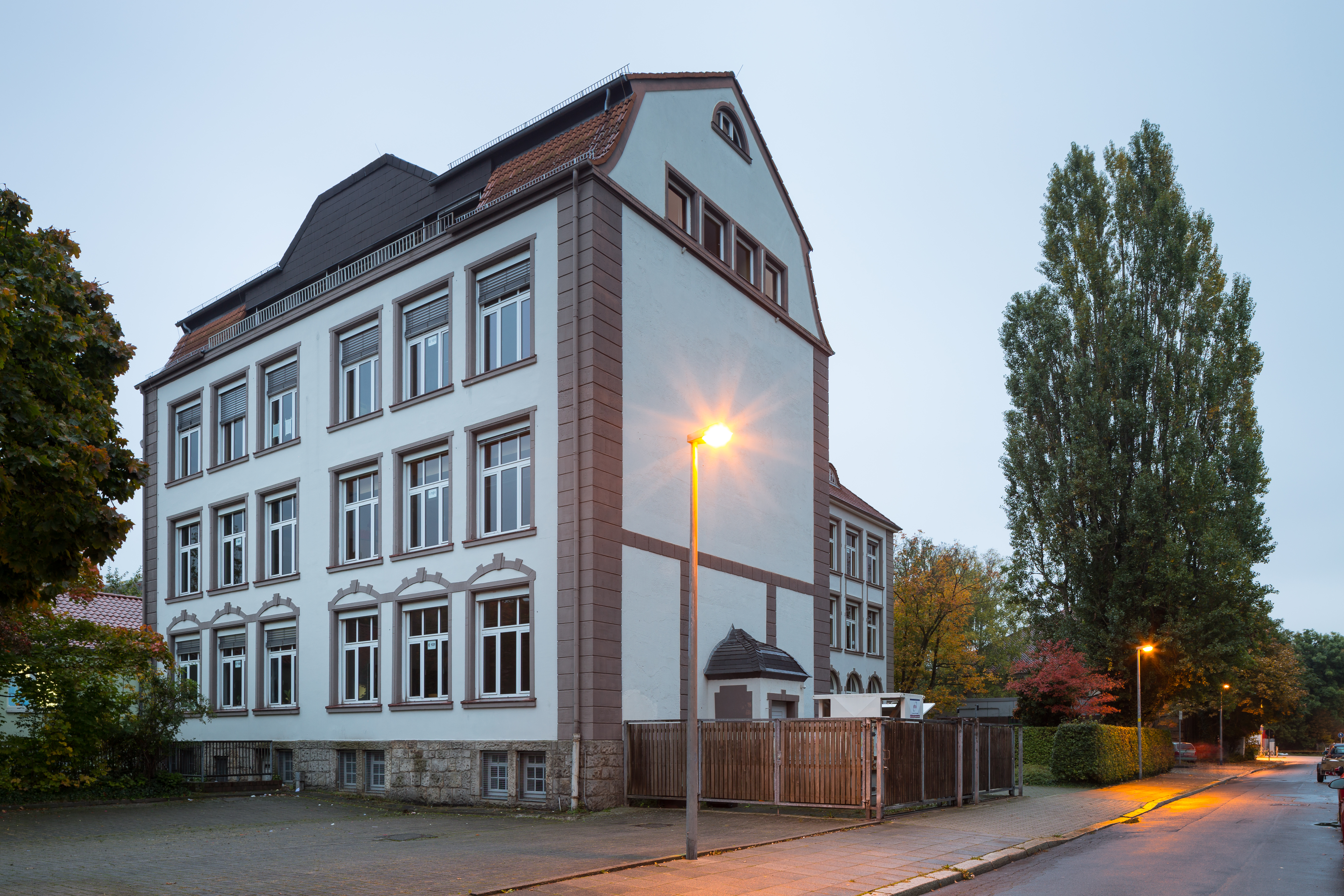
Altbau der IGS an der Diesterwegstraße

Badenstedt hat zwei Grundschulen (Gebrüder-Körting-Schule, Friedrich-Ebert-Schule). Eine Förderschule für Lernbehinderte (Astrid-Lindgren-Schule) ist im Sommer 2013 umgezogen und hat den Stadtteil verlassen. In der Plantagenstraße befindet sich das Schulzentrum Badenstedt. In diesem traditionsreichen Schulgebäude befand sich seit 1909 eine Volksschule. Durch die Anbauten 1953 und 1976 wurden die Räumlichkeiten ergänzt und durch die Hauptschule und die Realschule Badenstedt, die Orientierungsstufe und die Schwerhörigenschule sowie einer Außenstelle der Helene-Lange-Schule genutzt. Seit 2015 befindet sich die IGS Badenstedt als einzige Schule im Gebäude. Außerdem befindet sich hier die Stadtteilbibliothek des Stadtbezirks.
Im Schulzentrum ist auch der Kulturtreff Plantage in der Plantagenstraße untergebracht. Eine weitere kulturelle Einrichtung sind die ehemaligen Fuchswerke nahe der Grenze zu Empelde. Zahlreiche Werkstätten, Ateliers, Firmen, Läden haben sich hier nach einer vorbildlichen Sanierung der ehemaligen Fabrikanlage niedergelassen. Im Badenstedter Gewerbegebiet hat sich die Firma Viscom niedergelassen, einer der größten Arbeitgeber im Stadtteil.
Die katholische Christ-König-Kirche wurde 1965 geweiht, auch eine neuapostolische Kirche befindet sich in Badenstedt. In einem Gewerbegebiet befindet sich seit 2009 mit dem Sri-Muthumariamman-Tempel der größte norddeutsche hinduistische Tempel.
Die Fösse fließt gleichsam als Grenzflüsschen zwischen Badenstedt und dem nördlichen Nachbarstadtteil Davenstedt.

## Davenstedt

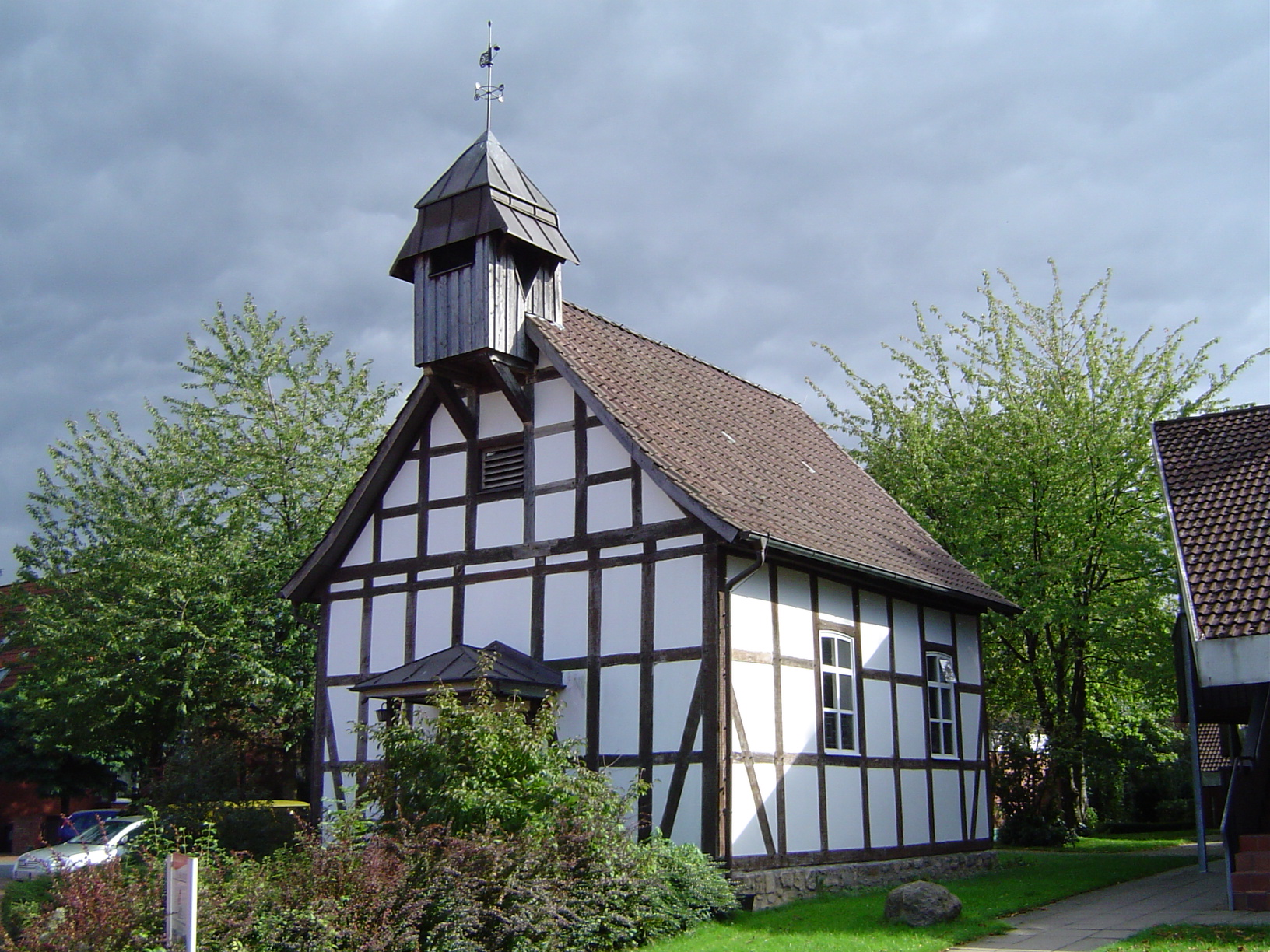
St.-Johannes-Kapelle

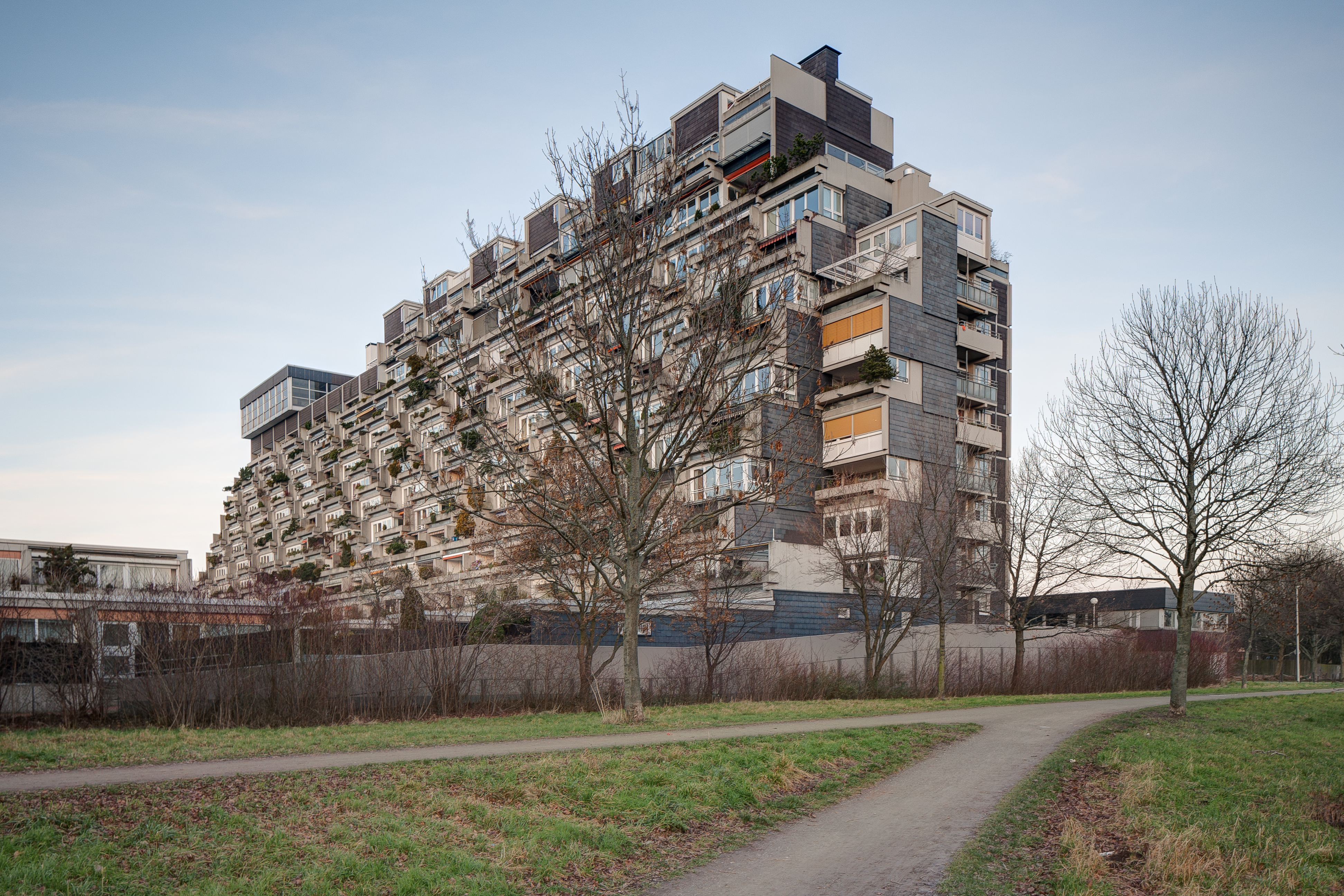
Das 1973 erbaute Terrassenhochhaus in der Straße Wegsfeld

Davenstedt liegt in der Mitte des Stadtbezirks. Im Bereich des Davenstedter Marktes befinden sich moderne Miet- und Eigentumswohnungen, in Davenstedt-West eine große Reihenhaussiedlung, errichtet Anfang der 1980er Jahre. Ein Denkmal der modernen Baukunst ist das 1973 errichtete Terrassenhochhaus an der Straße Wegsfeld, im Volksmund wird es entweder mit den antiken Hängenden Gärten von Babylon verglichen oder als Schlachtschiff bezeichnet. In Davenstedt-Ost an der Davenstedter Straße ist das Gebäude der Freiwilligen Feuerwehr Davenstedt.
Erstmals erwähnt wird Davenstedt als Davenstide im Marstemgau im Jahr 1022 in einer von Kaiser Heinrich II. ausgestellten Stiftungsurkunde des Hildesheimer Michaelisklosters, deren Echtheit von einigen Historikern aber angezweifelt wird. Eine zweite Erwähnung in Kirchenbüchern als Davenstede situm im Jahr 1280 ist dagegen unstrittig. 1909 wurde Davenstedt in die Stadt Linden eingemeindet.
Im alten Dorfkern befindet sich die St.-Johannes-Kapelle von 1790, eine der beiden erhaltenen hannoverschen Fachwerkkapellen neben der Kapelle Wülferode. In der Nähe steht der Backsteinneubau St. Johannes im parkähnlichen Gelände verbunden mit Kindergarten, Gemeindesaal, Küster- und Pastorenhaus.
In der Nähe des ehemaligen Gemeindewaldes Davenstedter Holz am Geveker Kamp hat der Sportverein TuS Davenstedt sein Gelände. Vom Davenstedter Holz ist außer der gleichnamigen Straße nur ein kurzer Bachverlauf mit Baumbestand übrig geblieben. Im Nordosten Davenstedts steht die Grundschule In der Steinbreite.

## Bezirksrat
| Stadtbezirkswahl Ahlem-Badenstedt-Davenstedt 2021Wahlbeteiligung: 47,4 % 403020100 37,5 (+3,1)21,0 (−4,8)19,7 (+7,6)7,3 (−4,8)5,0 (−1,4)4,9 (+0,8)1,2 (−0,8)1,7 (n. k.)1,7 (n. k.) SPDCDUGrüneAfDLinkeFDPPiratenPARTEIFW20162021 | Sitzverteilung im Bezirksrat Ahlem-Badenstedt-Davenstedt (Stand 25. Januar 2023)Insgesamt 19 Sitze - Linke: 1 - SPD: 7 - Grüne: 1 - Natürlich AHBaDa: 3 - FDP: 1 - CDU: 4 - AfD: 2 |

Der Stadtbezirksrat für den Stadtbezirk Ahlem-Badenstedt-Davenstedt besteht aus 19 gewählten Mitgliedern. In seiner konstituierenden Sitzung am 24. November 2021 wählte der Bezirksrat Rolf Schulz (SPD) zum Bezirksbürgermeister für eine Wahlperiode von fünf Jahren. Neuer Stellvertreter ist Heinrich Schulz (CDU). 2022 trat ein Mitglied von Bündnis 90/Die Grünen aus der Partei aus und war zunächst parteiloser Einzelvertreter. 2023 traten drei weitere Mitglieder der Bezirksratsfraktion aus der Partei Bündnis 90/Die Grünen aus und gründeten mit dem Einzelvertreter die Ratsgruppe „Natürlich AHBaDa“. Durch Umzug eines Ratsmitglieds und Nachrücken von der Wahlliste ist Bündnis 90/Die Grünen seit April 2024 wieder mit einem Mandat im Rat vertreten.
Der Bezirksrat tagt etwa achtmal im Jahr öffentlich, in der Regel in einer Einrichtung in seinem Stadtbezirk. Diese Sitzungen beginnen mit einer Bürgerfragestunde. Die Sitzverteilung, die Mitglieder des Stadtbezirksrates und ihre Erreichbarkeit sind auf der Website Hannover.de dargestellt.
Die Stadt Hannover hat in ihrer Hauptsatzung von der Möglichkeit des Niedersächsischen Kommunalverfassungsgesetzes Gebrauch gemacht, dass die Mitglieder des Rates, deren Wahlbereich ganz oder teilweise im jeweiligen Stadtbezirk liegt oder die dort wohnen, dem Stadtbezirksrat mit beratender Stimme angehören.
Wahl 2021
Bei der Kommunalwahl vom 12. September 2021 blieb die SPD stärkste Partei und erhielt mit 7 Sitzen die meisten Sitze. Die CDU und Bündnis 90/Die Grünen bekamen je 4 Sitze. Die AfD erreichte 2 Sitze, FDP und Die Linke je einen Sitz. Von den 19 gewählten Mitgliedern des Bezirksrates sind sieben Frauen (SPD drei, Grüne zwei, CDU und Linke je eine).
Wahl 2016
Bei der Kommunalwahl vom 23. September 2016 wurde die SPD mit 34,4 % (7 Sitze) der Stimmen wieder die stärkste Partei im Stadtbezirk. Die zweitstärkste Partei wurde wieder die CDU (5 Sitze) mit 25,8 %. Neu im Bezirksrat ist die AfD (2 Sitze) mit 12,12 %. Die Grünen bekamen 12,05 % der Stimmen (2 Sitze), die Linke 6,4 % (1 Sitz), FDP 4,1 % (1 Sitz) und Piraten 2 % (1 Sitz).

## Bevölkerungsentwicklung

Einwohnerentwicklung im Stadtbezirk

| Entwicklung der Bevölkerungszahl seit 2012 | Entwicklung der Bevölkerungszahl seit 2012 | Entwicklung der Bevölkerungszahl seit 2012 | Entwicklung der Bevölkerungszahl seit 2012 | Entwicklung der Bevölkerungszahl seit 2012 |
| ------------------------------------------ | ------------------------------------------ | ------------------------------------------ | ------------------------------------------ | ------------------------------------------ |
| Jahr                                       | Ahlem                                      | Badenstedt                                 | Davenstedt                                 | Gesamt                                     |
| 2012                                       | 9.933                                      | 11.641                                     | 10.784                                     | 32.358                                     |
| 2013                                       | 10.116                                     | 11.761                                     | 10.848                                     | 32.725                                     |
| 2014                                       | 10.556                                     | 11.932                                     | 10.864                                     | 33.352                                     |
| 2015                                       | 10.878                                     | 12.552                                     | 10.944                                     | 34.374                                     |
| 2016                                       | 11.073                                     | 12.409                                     | 11.007                                     | 34.489                                     |
| 2017                                       | 11.077                                     | 12.426                                     | 10.964                                     | 34.467                                     |
| 2018                                       | 11.074                                     | 12.406                                     | 10.915                                     | 34.395                                     |
| 2019                                       | 11.028                                     | 12.292                                     | 10.812                                     | 34.132                                     |
| 2020                                       | 11.111                                     | 12.272                                     | 10.729                                     | 34.112                                     |
| 2021                                       | 11.167                                     | 12.159                                     | 10.666                                     | 33.992                                     |
| 2022                                       | 11.372                                     | 12.355                                     | 10.681                                     | 34.408                                     |
| 2023                                       | 11.277                                     | 12.373                                     | 10.761                                     | 34.411                                     |

## Persönlichkeiten
- Friedrich Blume (1902–1979), Politiker und Mitglied des Deutschen Bundestages
- Auguste Breitzke (1908–1982), sozialdemokratische Widerstandskämpferin
- Willi Blume (1925–1993), Politiker, Bürgermeister von Ahlem und der Stadt Misburg

## Verkehr
Ahlem-Badenstedt-Davenstedt liegt an der Güterumgehungsbahn Hannover. Dort befindet sich der Betriebsbahnhof Ahlem.